# Плач Марии

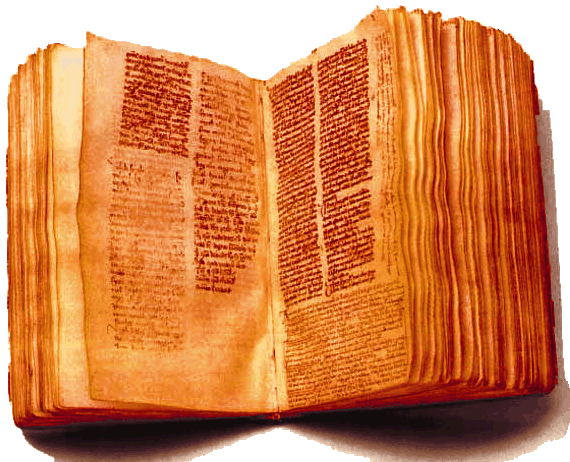
Доминиканский кодекс, содержащий «Плач Марии»

«Плач Марии» (венг. Ómagyar Mária-siralom) — литературный памятник, первое стихотворение, написанное на древневенгерском языке, один из старейших сохранившихся венгерских текстов. Имеет такое же значение для венгерской литературы, как «Слово о полку Игореве» — для русской.
Написано около 1300 года, обнаружено в 1922 году в Доминиканском кодексе, купленный Лёвенским католическим университетом на торгах в Мюнхене после окончания Первой мировой войны и хранящийся в библиотеке Бельгийского университета.
Автор произведения неизвестен. По-видимому, он был монахом-доминиканцем. Текст написан без разделения на строфы и занимает 37 строк.

## Содержание
«Плач Марии» представляет собой свободный перевод «Planctus» француза Жоффруа де Бретейля, широко распространённого в средневековой Европе. Текст ни разу не упоминает имя Девы Марии или Иисуса Христа, что делает текст более универсальным, говорит о боли матери после потери сына.
Древневенгерский «Плач Марии» является одним из образцов римско-католической религиозной поэзии. Его содержание широко обсуждалась в венгерскими филологами и лингвистами. Смысл некоторых слов и фраз стихотворения поныне не расшифрован.

## Перевод на русский язык
На русский язык до 2001 г. никогда не переводился. Перевод «Плача Марии», литературная ценность которого сравнима с «Плачем Ярославны», осуществлён И. В. Ковалёвой и был отмечен премией журнала Союза писателей Москвы «Кольцо А», а также Большой премией Международного литературного фонда им. Милана Фюшта Венгерской Академии Наук с вручением памятной медали и диплома.
В Венгрии перевод был признан важнейшим событием общекультурного значения.

…"Древневенгерский плач Марии", настолько блистательно переведённый русской поэтессой, что даже в Венгерской Академии наук сказали о том, что «наконец-то этот „Плач“ есть на русском языке, как живое и яркое произведение»!— Петер Вицаи

## Текст произведения
| Русский текст «Плача Марии»: Не была обучена плачу, Ныне слёз потоки не прячу. Скорбь любую снесу — не охну, Но без Сына — без света — сохну. Ясным солнышком среди ночи Погляди на меня, сыночек! От положенной горем дани - Мать избавь свою от рыданий: Грудь — от камня кручины, Очи — от слёз пучины. То ли кровь твоя наземь льётся, То ли сердце моё не бьётся, Всех миров свет, Всех цветов цвет! Чую смертные эти муки, Будто гвозди впились мне в руки. Боль твою взять себе я рада, О, сын мой, моя услада! Кровь из ран течёт, как вода, В наготе твоей нет стыда. Из груди моей рвётся плач - Пусть услышит его палач. Скорбь свивает гнездо внутри - Ей нельзя приказать: «Умри!» Для себя бы мне саван шить, А родному сыночку жить. За его погибель весь свет В страхе будет держать ответ. О, исполнилось явью стона Слово вещего Симеона: Днесь, как некогда он предрёк, Входит в сердце тоски клинок. Лучше дни коротать в разлуке, Лишь бы не было этой муки. Может, жизнь проведя отдельно, Не страдали б сейчас смертельно? О, палач, что же ты содеял С опозоренной Иудеей? Ко кресту пригвоздили сына - Безвинно! Под белы руки взяли, вервью тугой связали, Как вора, за вервь тянули, Чтоб умер, копьём проткнули. Пытайте меня — всё едино, Только помилуйте сына. А коль нет о милости вести, Казните мать с сыном вместе! русский перевод Ирины Ковалёвой | Текст на древневенгерском языке: Volék sirolm tudotlon. Sirolmol sepedik, Búol oszuk, epedek. Választ világumtuul — Zsidou fiodumtuul, Ézes ürümemtüül. Ó én ézes urodum, Eggyen igy fiodum! Sirou anyá teküncsed, Búábeleül kinyuhhad! Szemem künyüel árad, Én junhum buol fárad. Te vérüd hullottya Én junhom olélottya. Világ világa, Virágnak virága! Keserüen kinzatul, Vos szegekkel veretül. Uh nekem, én fiom, Ézes mézüül! Szegényül szépségüd, Vírüd hioll viezül. Sirolmom, fuhászatum — Tertetik kiül Én junhumnok bel bua, Ki sumha nim hiül Végy halál engümet, Eggyedüm íllyen, Maraggyun urodum, Kit világ féllyen! Ó igoz Simeonnok Bezzeg szovo ére; Én érzem ez bútürűt, Kit níha egíre. Tüüled válnum, De nüm valállal, Hul így kinzassál, Fiom, halállal. Zsidou, mit tész, Türvéntelen, Fiom mert hol Biüntelen. Fugva, husztuzva, Üklelve, ketve Ülüd. Kegyüggyetük fiomnok, Ne légy kegyülm mogomnok, Ovogy halál kináal, Anyát ézes fiáal Egyembelű üllyétük! |